# Craspedosoma carinatum
Craspedosoma carinatum är en mångfotingart som beskrevs av Charles Harvey Bollman 1888. Craspedosoma carinatum ingår i släktet Craspedosoma och familjen knöldubbelfotingar. Inga underarter finns listade i Catalogue of Life.